# Staatliches Komitee für Fernsehen
Das Staatliche Komitee für Fernsehen (SKF; Dezember 1989: Fernsehen der DDR; März 1990: Deutscher Fernsehfunk) war von 1968 bis 1990 das oberste Leitungsgremium für das Fernsehen in der DDR mit Sitz in Adlershof, Ost-Berlin. Das Fernsehkomitee unterstand formal dem Ministerrat der DDR.

## Funktion
Mit dem Staatlichen Komitee für Fernsehen wurde als Ergänzung zum Staatlichen Komitee für Rundfunk (Hörfunk) eine Institution geschaffen, die der wachsenden Rolle des DDR-Fernsehens im Mediensystem des Landes Rechnung tragen und die nach dem politisch-zentralistischen Prinzip zugleich die staatliche Koordination und Lenkung des Fernsehens sichern sollte.
In der Folge kam es zur Gründung des zweiten Programms, welches 1969 mit der Ausstrahlung in Dresden, Dequede und Berlin begann. Aus der Arbeit des Staatlichen Komitees für Fernsehen entstanden unter Leitung des Vorsitzenden, Heinz Adameck, zahlreiche Direktiven und Beschlüsse, die in den Abteilungen des DDR-Fernsehens als Vorlagen für die publizistischen und weitgehend politisch-ideologischen Zielstellungen verwendet wurden.

## Ende des Komitees
Hans Modrow berief als Vorsitzender des Ministerrats den SKF-Vorsitzenden Adameck gemäß eigener Bitte mit Wirkung zum 30. November 1989 von seinem Amt ab. Der Ministerrat beschloss anschließend, Adamecks Funktion ab dem 1. Dezember Hans Bentzien als neuem Generalintendanten des Fernsehens der DDR zu übertragen. Per weiterem Ministerratsbeschluss vom 21. Dezember 1989 wurde das Staatliche Komitee für Fernsehen offiziell in „Fernsehen der DDR“ umbenannt und der Generalintendant mit der Bildung eines Fernsehrats beauftragt. Der Generalintendant blieb zunächst dem Vorsitzenden des Ministerrats berichtspflichtig, bis sich im Februar 1990 der Medienkontrollrat konstituierte, der den Ministerrat als Aufsichtsgremium des Fernsehens ablöste, womit auch die Geschichte des dem Ministerrat unterstellten Komitees endete. Am 15. März 1990 bestätigte der Ministerrat abschließend die Umwandlung des bisherigen Fernsehens der DDR in die unabhängige, öffentlich-rechtliche Körperschaft „Deutscher Fernsehfunk“.
Am 25. März 1990, dem Sonntag nach der Volkskammerwahl, gingen im Rahmen der Sendung Länder life auf DFF 2 im wöchentlichen Wechsel Regionalmagazine für die sich bildenden neuen Länder Sachsen-Anhalt, Mecklenburg-Vorpommern, Brandenburg, Sachsen und Thüringen auf Sendung (bereits am 9. März 1990 war das Studio Rostock mit einem Vorläufer des Nordmagazins gestartet). Im April 1990 wurde ein Ministerium für Medienpolitik mit Gottfried Müller als Minister eingerichtet, das bald in einen Kompetenzkonflikt mit dem Medienkontrollrat geriet, weshalb es im Juli 1990 nicht zur Verabschiedung eines Rundfunküberleitungsgesetzes kam. Gleichwohl wurden zeitgleich mit der Währungs-, Wirtschafts- und Sozialunion am 1. Juli 1990 durch Festlegung des Generalintendanten fünf Landessender geschaffen.
Im August 1990 löste Michael Albrecht Bentzien als Generalintendanten ab. Mit der Wiedervereinigung am 3. Oktober 1990 ging die Verantwortung für Fernsehen und Rundfunk der ehemaligen DDR bis Ende 1991 auf die „Einrichtung“ nach Artikel 36 des Einigungsvertrags über.

## Leitung
- Heinz Adameck (Vorsitzender, 1968–November 1989)
- Hans Bentzien (Generalintendant, Dezember 1989–Juli 1990)
- Michael Albrecht (Generalintendant, ab August 1990)
- Landessender:

Brandenburg (beim DFF in Ost-Berlin): Bernhard Büchel; Alfred Roesler-Kleint
Mecklenburg-Vorpommern (Rostock): Siegfried Grupe
Sachsen (Dresden): Frank Erler
Sachsen-Anhalt (Halle): Peter Drabe; Michael Straube
Thüringen (Gera): Joachim Bardohn